# Estonia en los Juegos Olímpicos de Milán-Cortina d'Ampezzo 2026
Estonia participará en los Juegos Olímpicos de Milán-Cortina d'Ampezzo 2026. Responsable del equipo olímpico es el Comité Olímpico Estonio.